# Hydroeciodes ochrimacula
Hydroeciodes ochrimacula är en fjärilsart som beskrevs av Barnes och Mcdunnough 1913. Hydroeciodes ochrimacula ingår i släktet Hydroeciodes och familjen nattflyn. Inga underarter finns listade i Catalogue of Life.